# Joint français 72
Joint français 72 est un bas-relief en bois polychrome réalisé par Alain Marcon entre 1977 et 1981. L'œuvre mesure 12 mètres de longueur et 1,5 mètres de hauteur.

## Contexte
Le 15 février 1972, une grève des ouvriers et ouvrières de l’usine du Joint français, située à Saint-Brieuc, est décrétée. Par son intensité, sa durée (elle prend fin le 8 mai de la même année) et les importantes manifestations de solidarité qu’elle a engendré, cette grève a eu un retentissement national.
De 1977 à 1981, Alain Marcon travaille sur un bas-relief monumental, racontant la grève de manière « lyrique ».
Alain Marcon revendique la place centrale de la vérité historique dans son travail. Résidant à Rennes lors des évènements à Saint-Brieuc, l'artiste souligne la valeur d'un regard extérieur dans la conception de la frise narrative. Pour assurer la fidélité de son œuvre aux évènements de la grève, il s'appuie alors sur des rencontres directes avec des témoins de l'époque, tels que Jean Le Faucheur, secrétaire de l’Union Départementale de la CFDT lors de la grève du Joint français. Il utilise également certaines archives vidéographiques, comme le documentaire réalisé par Jean-Louis Le Tacon Voici la colère bretonne, la grève du Joint français (1972), ou encore celui réalisé par la Ligue Communiste Révolutionnaire (LCR) en 1972, dans lequel témoignent notamment Marie-Claire Leroux et Danièle Jego, sympathisantes de la LC pendant la grève. La comparaison de l'œuvre d'Alain Marcon avec ces images montrent la fidélité de sa représentation ainsi qu'une attention particulière pour le détail et l'anecdote.

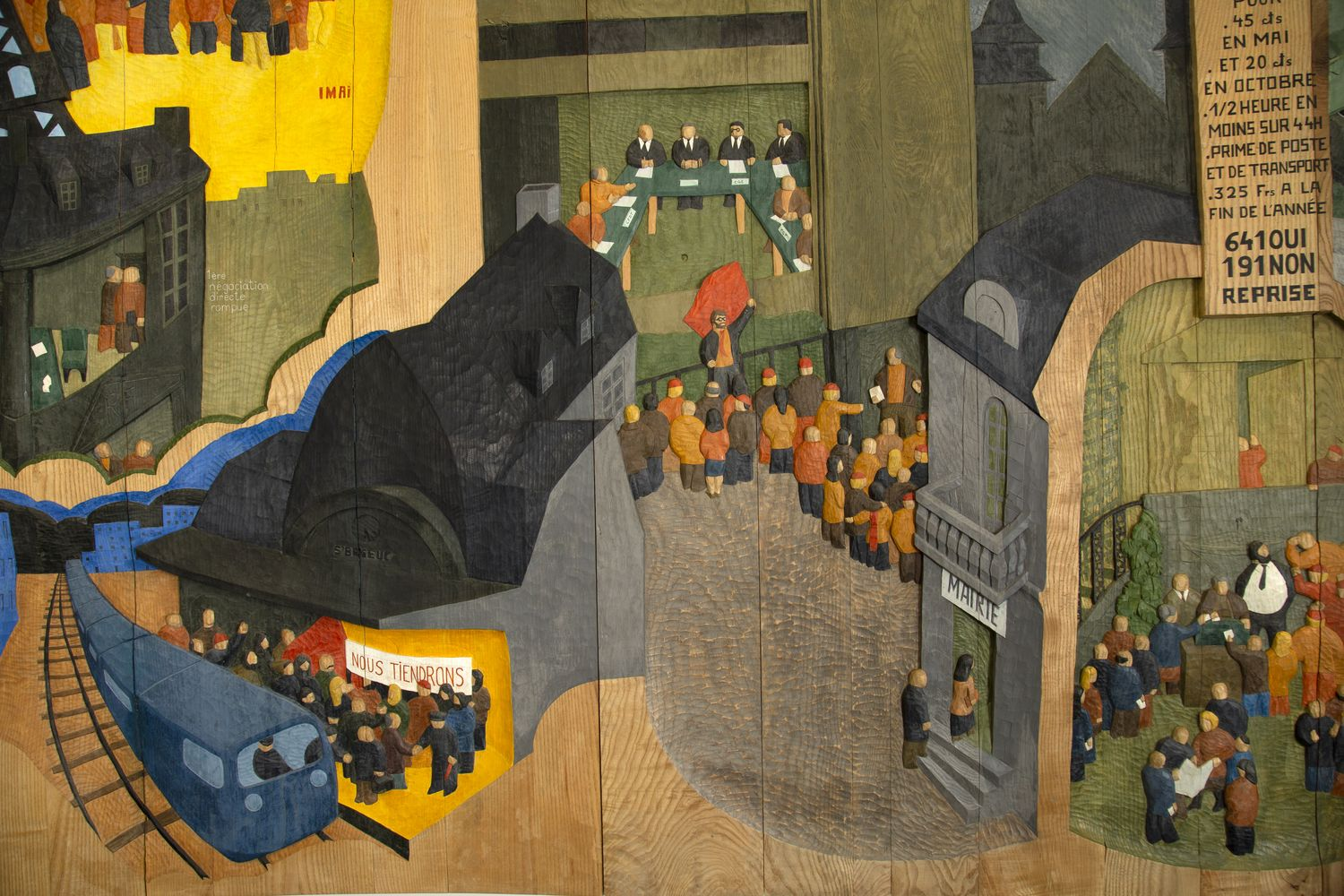
Négociations : gare de Saint-Brieuc, ministère du Travail à Paris, mairie de Saint-Brieuc

Dans le bas-relief consacré à la grève du Joint français, Alain Marcon représente l'enchaînement des événements sous forme de petites scènes, disposées de manière à former une frise chronologique. Ce procédé permet d’illustrer le déroulement de la grève, du début de la mobilisation à la reprise du travail. Par sa forme narrative, l’œuvre devient un témoignage direct des événements de la grève tout en s'inscrivant dans un cadre plus large. En effet, ses scènes résonnent également avec d'autres luttes ouvrières menées dans les années soixante-dix, offrant ainsi une lecture à la fois spécifique et plus générale des mouvements sociaux de l'époque. Comme son sujet, l’œuvre est à la fois locale et nationale.

## Description

### L'usine du Joint français
Le bas-relief d'Alain Marcon débute par une représentation de l'usine du Joint français de Saint-Brieuc, productrice de joints en caoutchouc. On peut y voir les ouvriers et ouvrières travailler à différents postes, à la chaîne, il s’agit principalement de femmes, qui représentent plus de 50% de la masse salariale de l’usine.
La répartition des postes se fait tout d’abord par le genre : davantage de femmes travaillent sur des missions de vérification, de moulage, de conditionnement ou de manipulation tandis que les hommes sont assignés aux presses. Cette séparation genrée s’efface rapidement et les femmes s'occupent également des missions plus physiques. Les espaces de travail sont souvent sales à cause de la production de poussières des différents postes.
Au début du mouvement de grève, les ouvriers et ouvrières s’organisent selon les postes occupés pour effectuer sur les machines plusieurs débrayages d’une demi-heure dans la journée pour perturber la production de l’usine.

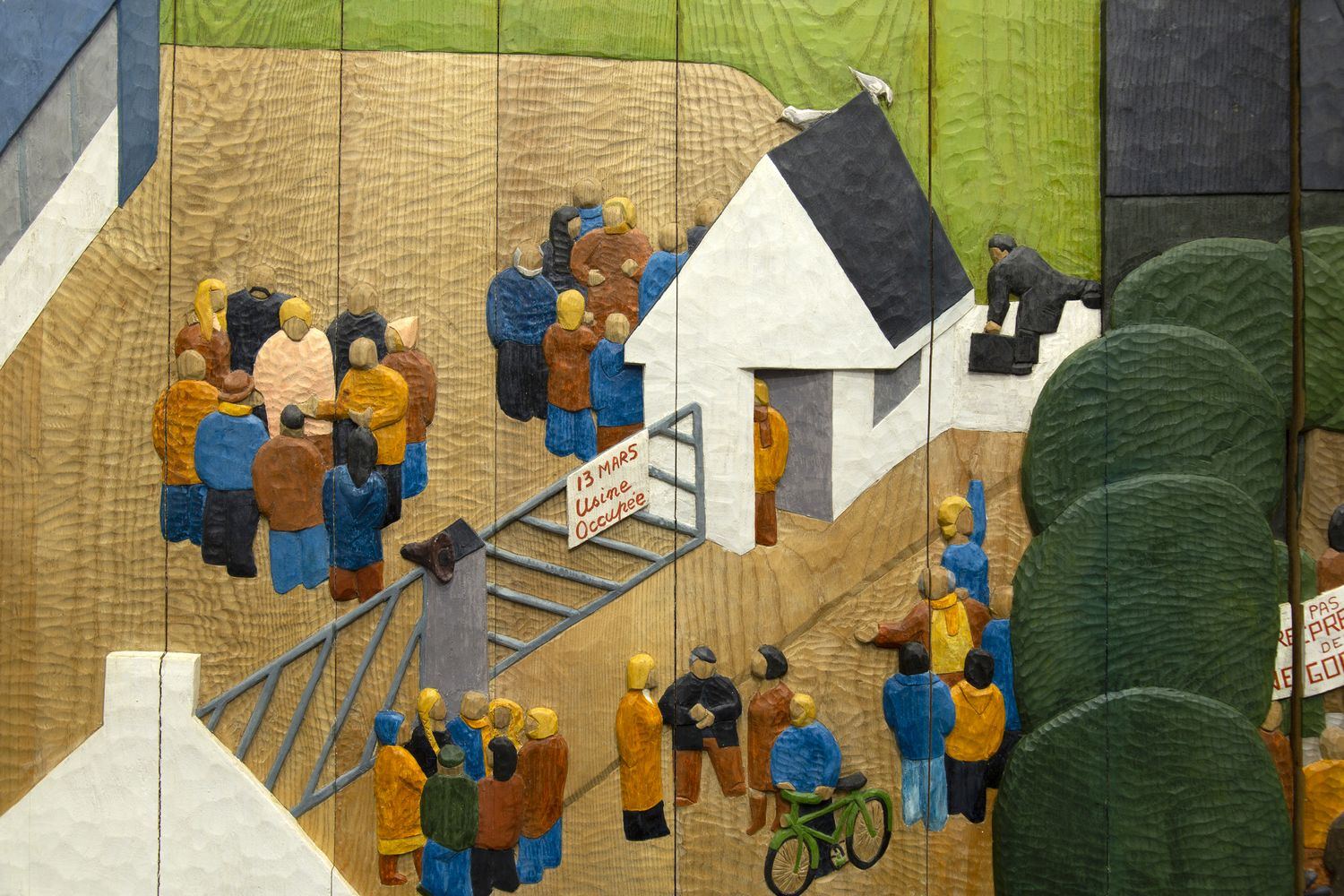
Première journée d'occupation de l'usine du Joint français le 13 mars 1972

### 13 mars 1972: Début de l'occupation de l'usine
Ce détail de la fresque représente l’occupation de l’usine le 13 mars 1972. Alain Marcon indique précisément les dates des évènements, ici sur une pancarte représentée sur le portail d’entrée de l’usine. L'artiste représente la phase d'intensification des actions de la grève et le début de l'occupation de l'usine par des éléments symboliques, comme le piquet de grève ou le mégaphone sur le portail. Un homme en costume, peut-être un des cadres supérieurs de l’usine, escalade discrètement la clôture, fuyant la colère des manifestants.

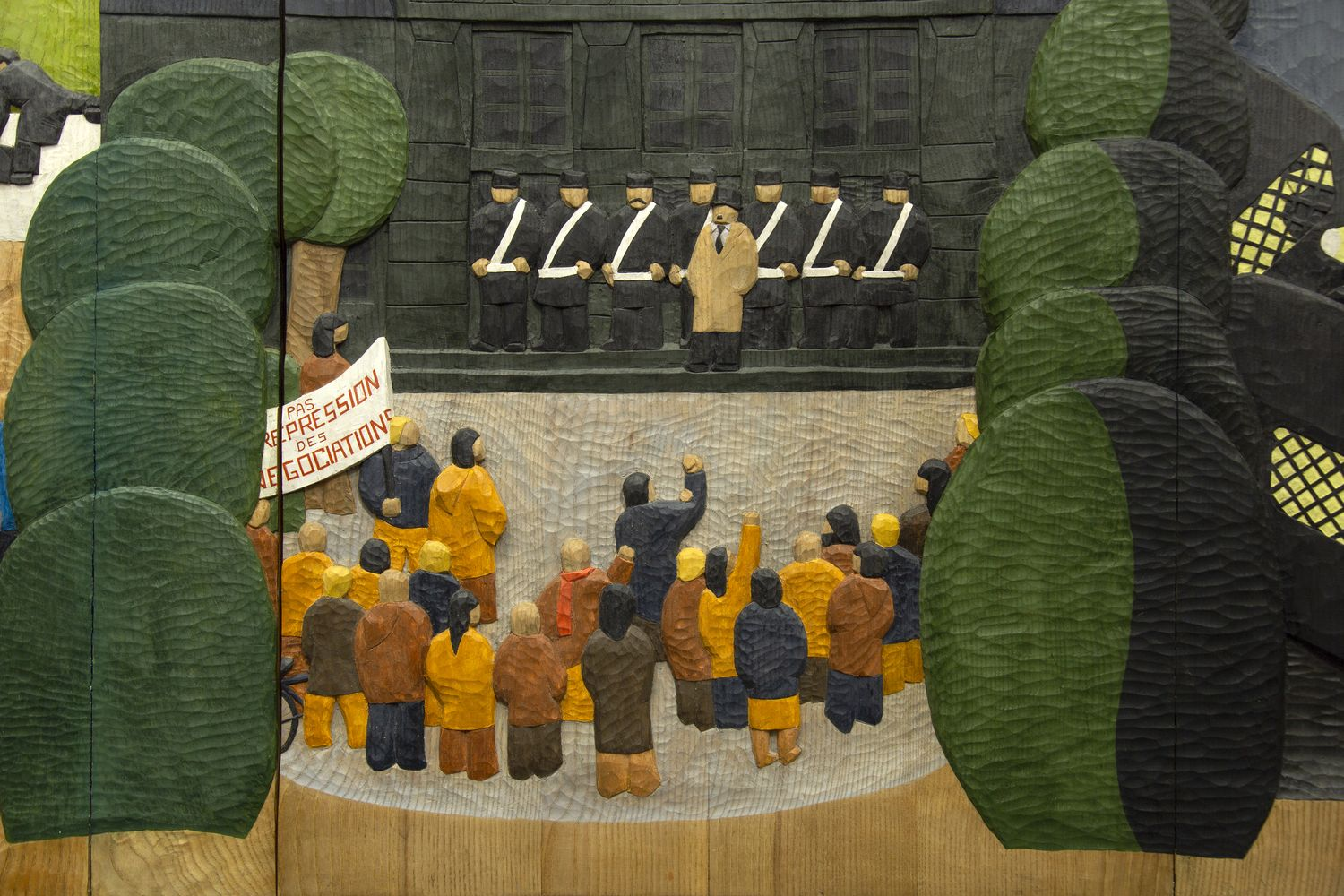
Les revendications des manifestants contre la répression policière et patronale

### La représentation de la répression policière
Un groupe de manifestants brandit une banderole où est écrit « Pas de répression des négociations » en levant le poing en signe de revendication. Un homme en costume noir et imperméable beige leur fait face, encadré par sept policiers. Ils gardent l'entrée d'un bâtiment de la ville. Alain Marcon représente les revendications et la colère des manifestants contre la répression policière mais aussi patronale lors de la grève.

### 21 mars 1972: Meeting de solidarité à la salle Robien
Cette scène présente les événements du 21 mars 1972 à la salle Robien, à Saint-Brieuc, tel que l’inscrit Alain Marcon en lettres capitales rouges. Il s’agit du premier meeting de solidarité, qui a lieu après des actions importantes de débrayage et une manifestation qui réunit 5 000 personnes. Un gala est également organisé pour l’occasion.
Dans la partie supérieure du détail, une bannière où est écrit « Tous avec le joint » fait référence à l’union de plusieurs usines locales autour de la grève. Une assemblée nombreuse se tient devant une tribune où figure une pancarte où est inscrit « Nous ne travaillerons pas avec des fusils dans le dos », slogan crié par les manifestants durant la grève. Il fait référence à l'intervention contestée de la police pour évacuer les manifestations de l'usine occupée depuis le 13 mars. La banderole est également accompagnée du drapeau rouge, symbole de la lutte ouvrière, et du drapeau breton.

Sur la tribune, un personnage semble s'exprimer de manière vive. Il s'agit certainement d'un des leader du mouvement, Jean Le Faucheur. À ces côtés se tiennent certains représentants des municipalités solidaires, reconnaissables à l'écharpe tricolore, qui ont répondu à l'appel du Parto socialiste unifié (PSU), comme le maire de Saint-Brieuc Yves Le Foll,. On peut apercevoir plusieurs musiciens, réunis à l’occasion de ce gala, comme Serge Kerguiduff, Gilles Servat (qui pourrait être représenté ici avec sa guitare), Emile Le Scanff et Evgen Kirjuhel.

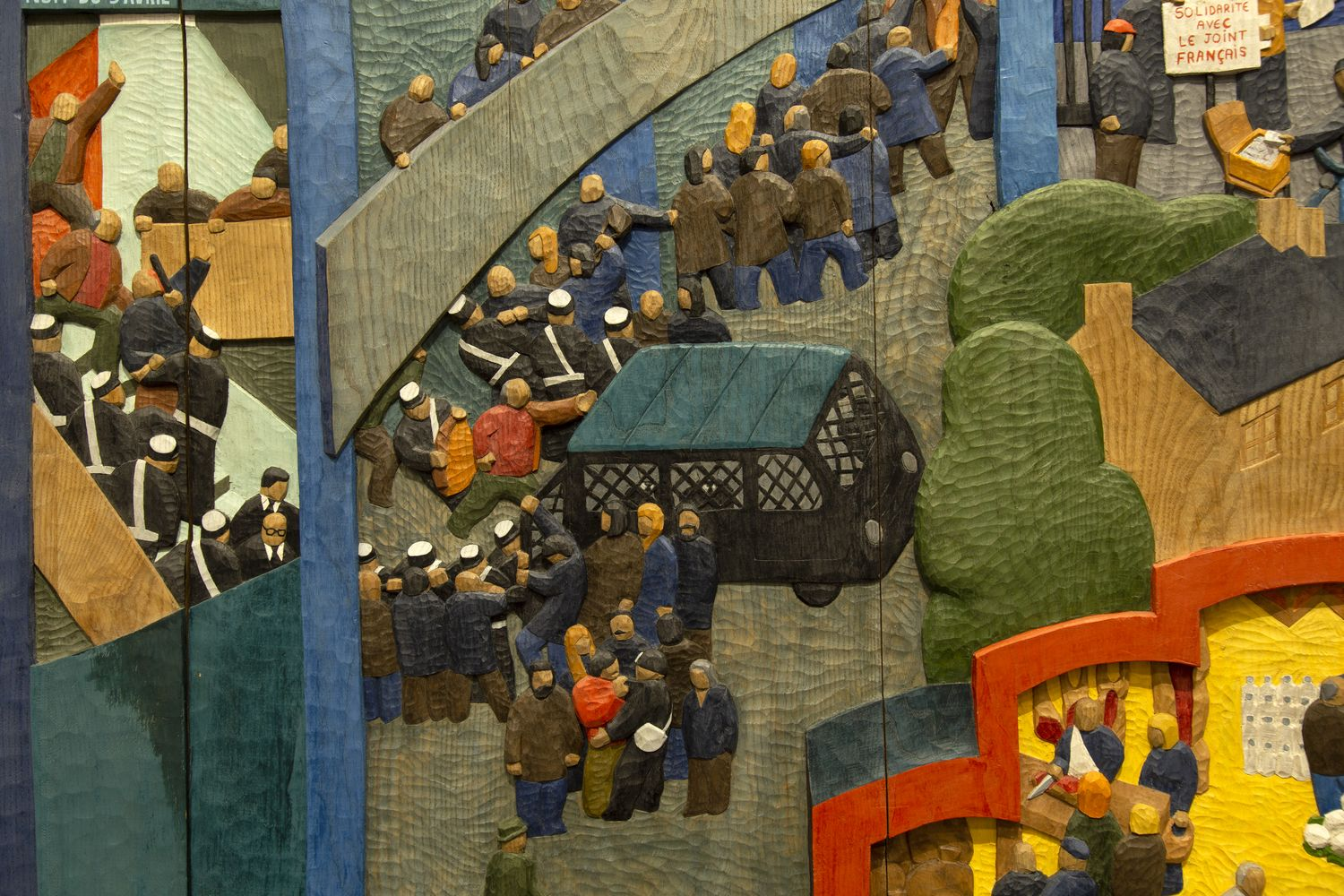
Jeudi 6 avril et vendredi 7 avril 1972, 25e et 26e jour de grève

### 5 - 6 avril 1972: La nuit du Joint français
Alain Marcon représente l’intervention de la Compagnie républicaine de sécurité de Saint-Brieuc, dite CRS 13, chargée de disperser les grévistes ayant occupé les locaux de la Direction départementale de la main d’œuvre autour de l’inspecteur du travail pendant la nuit. Les ouvriers sont reconnaissables par leur bleu de travail, tenue classique de l’ouvrier, et les policiers par leur uniforme noir complété d'une ceinture en bandoulière blanche.
Au premier plan, un ouvrier avec une veste rouge saisit un CRS par le col. Alain Marcon représente une scène issue d’une photographie de Jacques Gourmelen, journaliste chez Ouest-France. Il s’agit d’un célèbre événement de la grève du Joint français où deux anciens amis de classe se reconnaissent lors d'une manifestation. Guy Burniaux, ouvrier, empoigne par surprise l'uniforme de son ami d'enfance, Jean-Yvon Antignac, devenu policier,. Cette image circule beaucoup et joue un rôle important dans la reconnaissance du conflit à l’échelle nationale. Elle fait la une de Ouest-France et la couverture de Paris-Match.

Alain Marcon travaille avec des témoins de la grève pour réaliser le relief dans une volonté d'exactitude historique,. Il organise ainsi des consultations au sein d'une maison des jeunes et de la culture. Un jour, un témoin de la grève lui apporte cette photographie et l'artiste choisit de retranscrire cette histoire dans le bois. Au contact des témoins et en se familiarisant avec l'importance chronologique et symbolique des évènements, l'artiste modifie sa composition. Les dessins préparatoires antérieurs montrent en effet la représentation d'une scène d'altercation entre un policier et une femme. 

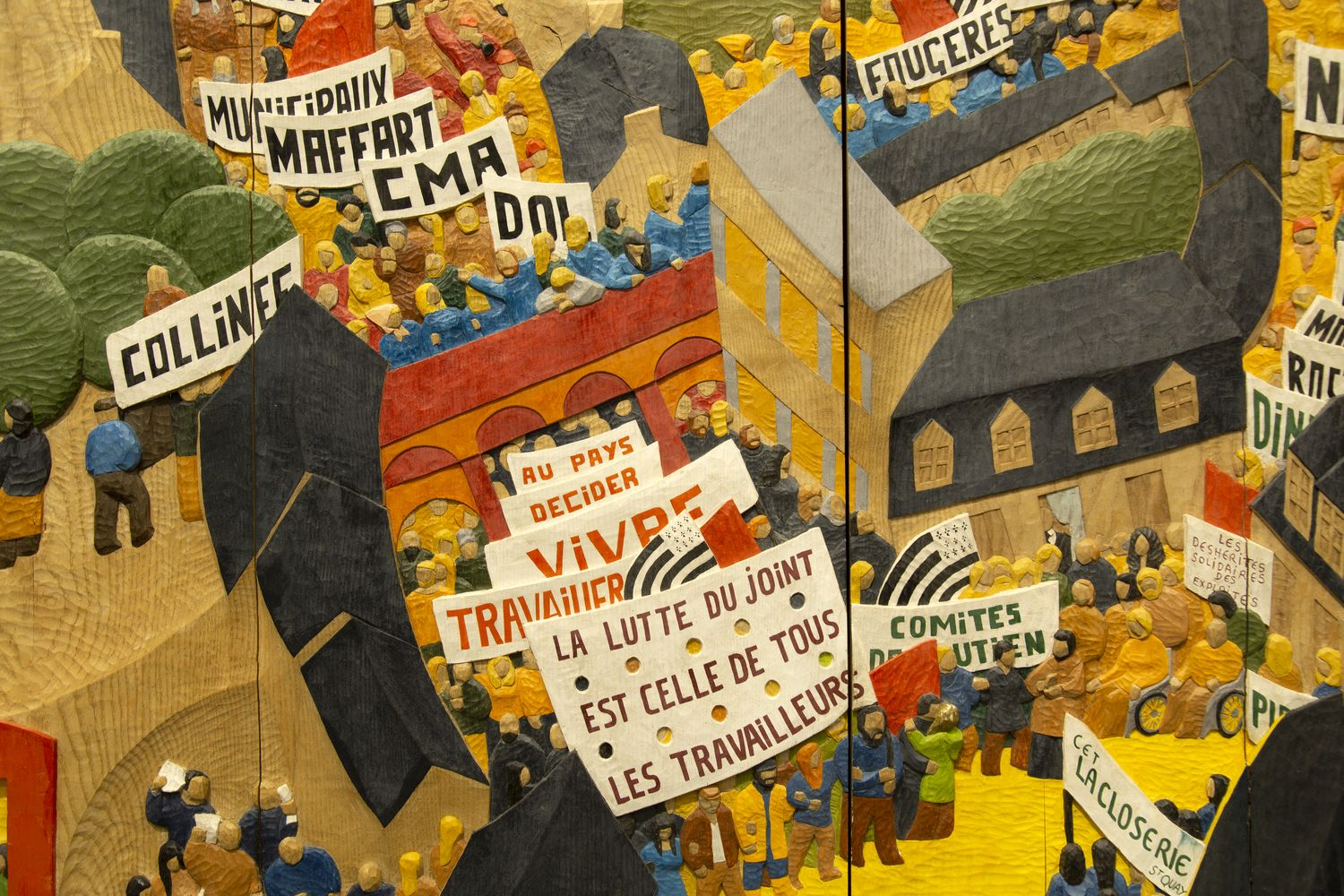
La manifestation du 18 avril 1972 à Saint-Brieuc

### 18 avril 1972: Manifestation à Saint-Brieuc

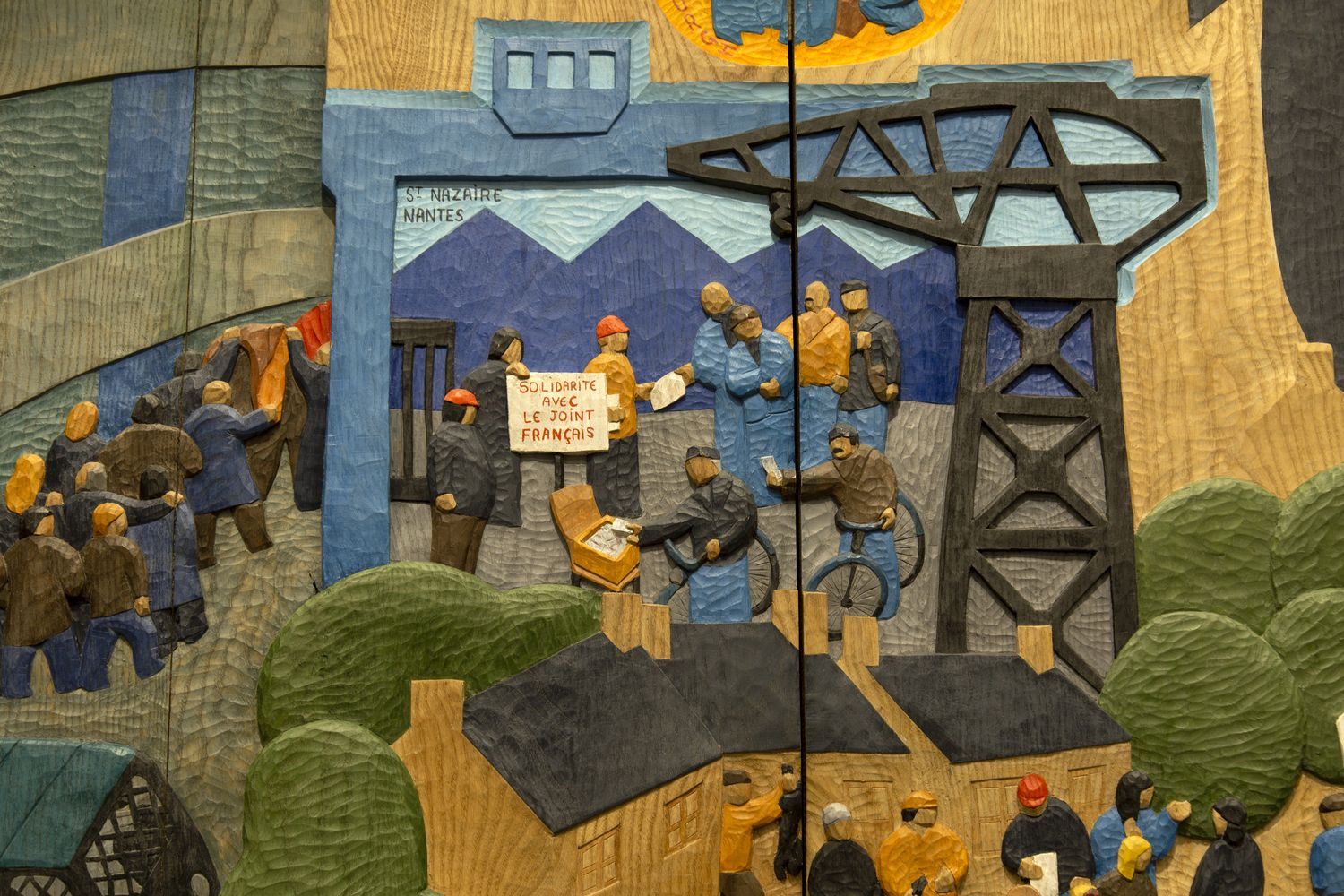
Manifestation de solidarité ouvrière

L'artiste illustre la grande manifestation régionale du 18 avril à Saint-Brieuc, regroupant 10 000 personnes. Dans une composition large, il représente une foule dense portant de grandes banderoles où son écrits slogans, noms d’entreprise, et noms de villes bretonnes. Alain Marcon reprend le texte et le style de celles réellement brandies par les manifestants, visibles sur les archives à partir desquelles il travaille. La banderole représentée en première ligne, où l'on peut lire « La lutte du joint est celle de tous les travailleurs », reproduit l'une de celles visibles sur les documentaires de l'époque,, mais fait aussi écho à un slogan oral, crié par les manifestants,. La composition est organisée d’une part par la nature des banderoles (entreprises et villes), d’autre part par l’habillement des manifestants : au centre, un groupe portant des bleus de travail permet à nouveau d'identifier leur statut de travailleurs d’usine. L'artiste représente également la présence féminine au sein des manifestants, signifiée par des cheveux longs, évoquant la mobilisation importante des femmes lors du conflit.

Le traitement des personnages ainsi que le texte des banderoles mettent en avant la valeur régionale de la manifestation et du conflit. Cela fait écho au traitement médiatique de l’époque qui connaît un tournant en ce sens à partir du 18 avril.

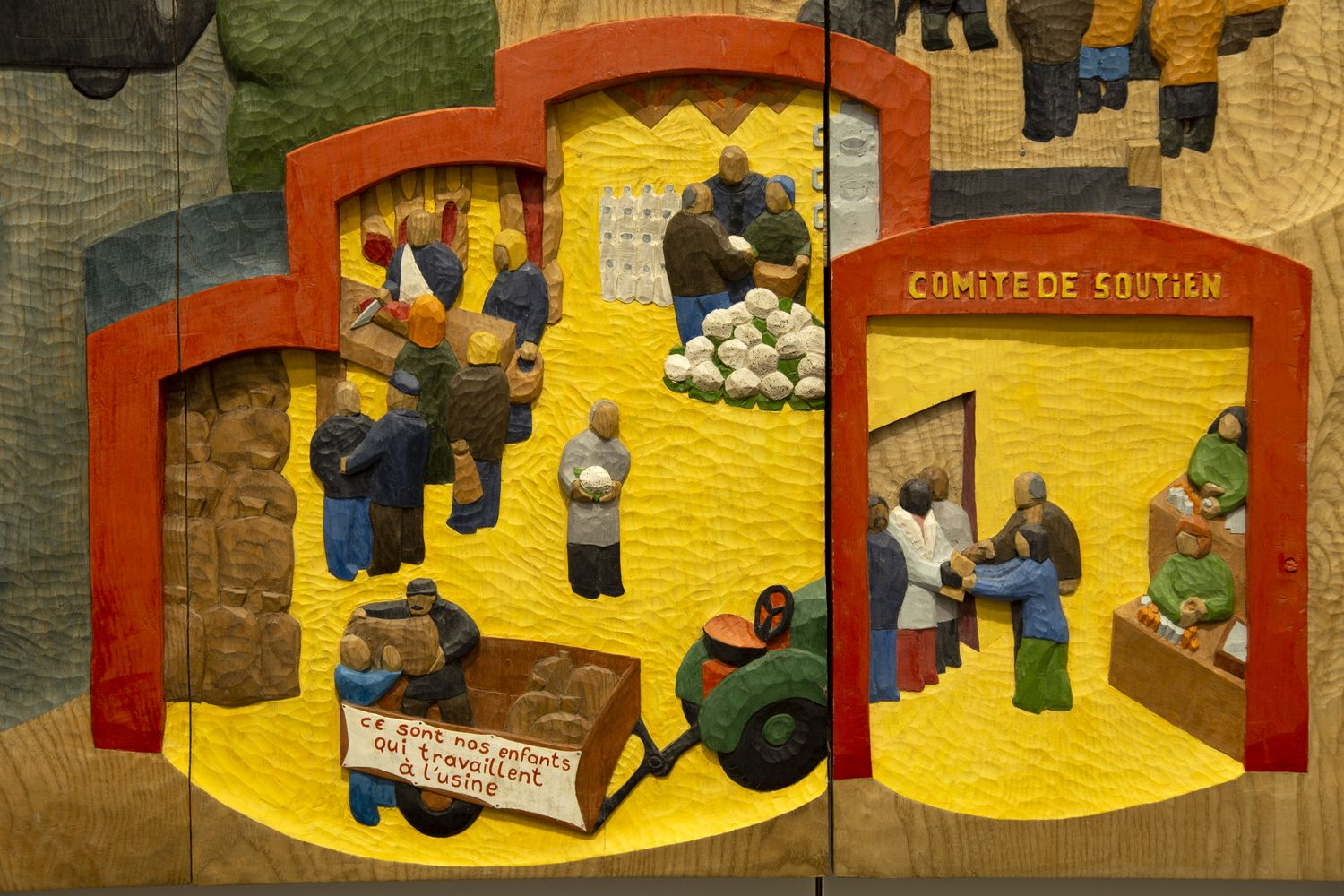
Soutien des paysans envers les grévistes

### Les manifestations de solidarité

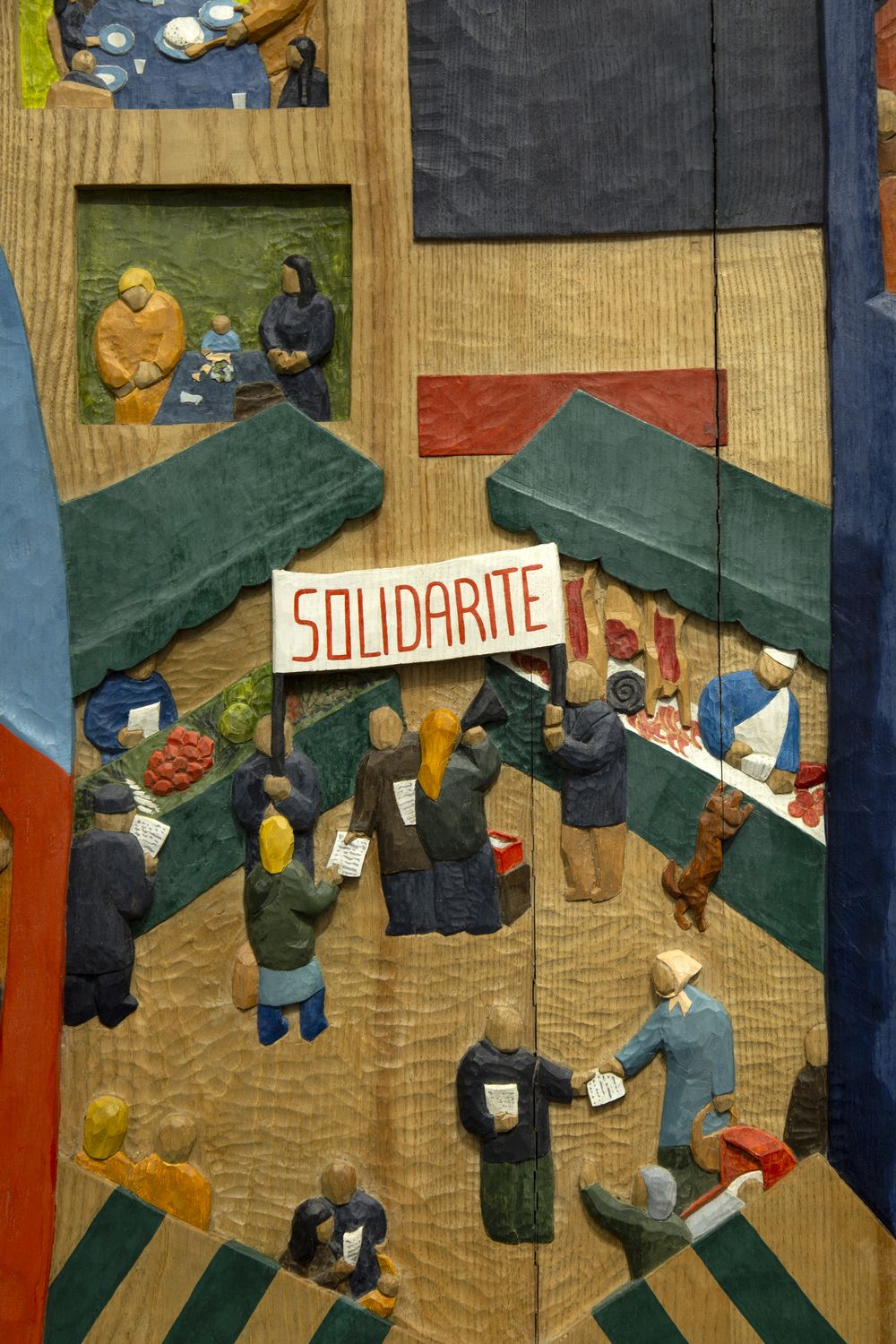
Distribution de tracts sur un marché en solidarité avec les grévistes

La solidarité a été l'un des enjeux clefs de la grève, Alain Marcon la représente dans sa diversité.
Il illustre l'action d'un comité de soutien agricole par une scène de distributions de denrées alimentaires. C'est à partir du 20 mars que les distributions commencent par le biais du Centre départemental des jeunes agriculteurs (CDJA) du canton de Saint-Brieuc. Les actions du monde agricole se multiplient, le CDJA et la FNSEA organisant plusieurs comités de soutien.
La collaboration des agriculteurs et des ouvriers, pourtant relativement rare, s'explique par des revendications communes. Les deux mondes souffrent collectivement d'une dévalorisation de leur travail, de répressions policières et d'une insatisfaction quant aux décisions de justice. De même, les agriculteurs et agricultrices de la région, en situation de précarité, voient leurs enfants contraints de travailler dans l'industrie. Ainsi, l'un des arguments des organisations syndicales agricoles pour expliquer le soutien aux ouvriers se manifeste dans le slogan : « Nous n'oublions pas que ce sont nos enfants qui travaillent dans ces usines ». L'écho que trouvent les revendications ouvrières dans le monde paysan conduit à la grève du lait en 1972.
Des manifestations de solidarité ouvrières ont lieu dans toute la région. Le bas-relief cite notamment les villes de Nantes et de Saint-Nazaire, pôles ouvriers importants comme le prouve le chantier naval de cette dernière.
L'œuvre montre aussi que la population locale est un acteur important de la grève. Dans cette scène, des tracts sont distribués sur un marché. Cette sensibilisation engendre un fort soutien de la population qui est partie prenante des manifestations, notamment celle du 18 avril.

### 6 - 29 avril 1972: Arrêt des négociations et échelle nationale

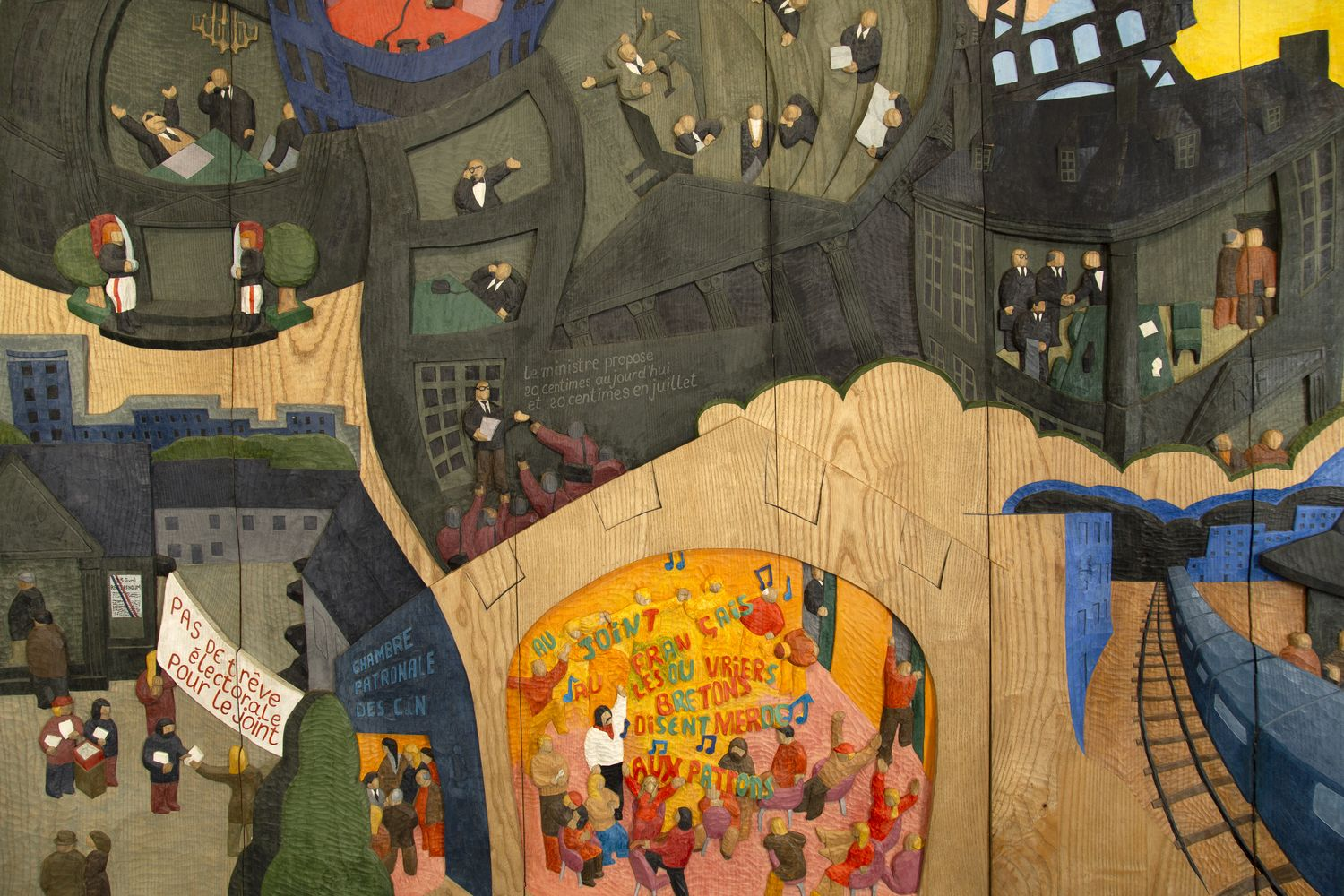
Discussions à Paris autour de l'augmentation des ouvriers et manifestations

Les négociations cessent durant le mois d'avril. À cette période ont lieu les discussions et le référendum français sur l'élargissement des Communautés européennes, à propos de l'entrée de quatre nouvelles nations au sein de l'Union européenne. Certains partis se positionnent alors en soutien aux ouvriers, comme l'UDR le 12 avril et le CELIB le 15 avril. Alain Marcon représente des manifestants portant une banderole où est écrit « Pas de trêve électorale pour le joint », rappelant que pour les grévistes, la mobilisation ne doit pas s'affaiblir à cause du référendum.
Le 5 avril, la séquestration des patrons porte la grève à l'échelle nationale. L'événement fait la une de certains journaux : « Au joint français on séquestre ». Plusieurs usines rejoignent le mouvement et soutiennent la grève dans toute la Bretagne.
Des réponses à la grève sont formulées au sein des différentes institutions d'autorité nationale à Paris. Alain Marcon représente la Tour Eiffel pour évoquer la géographie des événements. Le 19 avril, le préfet tente une médiation en proposant « 20 centimes au 1er avril, 10 au 1er juillet et 10 au 1er octobre». Alain Marcon représente le préfet annonçant la proposition devant l'Assemblée nationale. L'artiste retranscrit : « le ministre propose 20 centimes aujourd'hui et 20 centimes en juillet ». Au lendemain de la grande mobilisation du 18 avril, la proposition est rejetée par les syndicats,.

### La revendication de la culture bretonne pendant le Joint: Chants, slogans et fest-noz

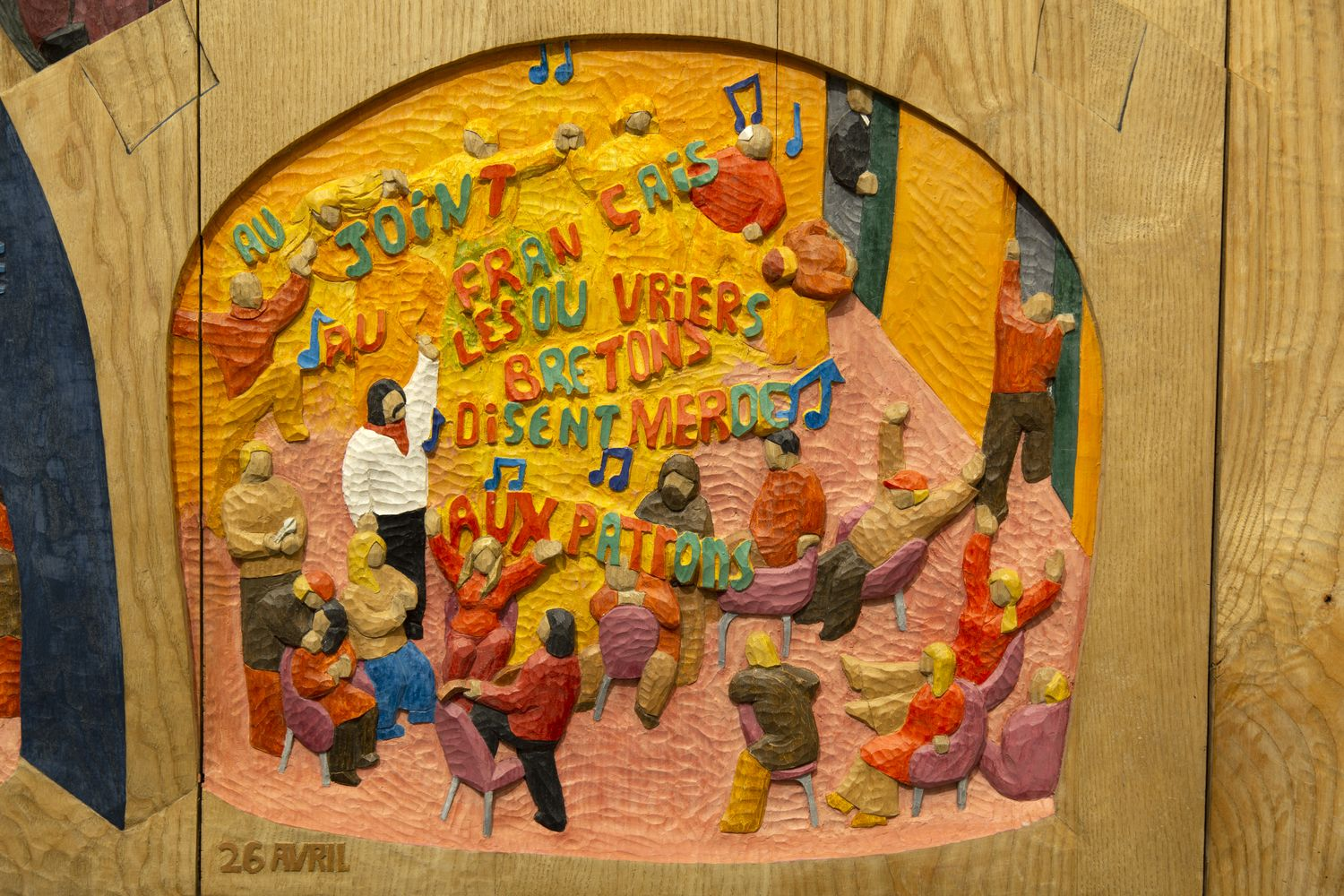
Chants et les danses bretonnes unissant les manifestants

Dans ce détail, un groupe de manifestants se réunit dans un moment festif. Comme en témoignent les notes de musiques, ils chantent les paroles « Au Joint français, les ouvriers bretons disent merde aux patrons », tirées de la chanson en français et en breton du chanteur Evgen Kirjuhel. Ces paroles étaient aussi scandées comme slogans pendant les manifestations. Au fond, un groupe se tient par les mains et réalise une danse bretonne.
Par cette représentation, le sculpteur témoigne du rôle important des chants et des danses, notamment lors de fest-noz de solidarité, pendant le mouvement social. Cela permet d’unir les manifestants tout en revendiquant leur culture bretonne. Plusieurs musiciens comme Gilles Servat organisent aussi des galas de soutien pour apporter leurs aides aux ouvriers.

### 29 avril - 1ermai 1972: Négociations au ministère du Travail
Alain Marcon représente les négociations qui se sont tenues au siège du ministère du Travail à Paris, du 29 avril au 1er mai 1972, entre les délégués syndicaux de la CFDT et de la CGT, et la direction de la Compagnie générale d’électricité, gestionnaire de l’usine du Joint français.
Sur le quai de gare de Saint-Brieuc, qui évoque le trajet vers Paris, un groupe de manifestants tient une banderole où est écrit « Nous tiendrons ». Cela fait écho à la temporalité du conflit et aux négociations jusqu'alors toujours jugées insuffisantes. Une poignée de main entre un travailleur ferroviaire et un manifestant illustre le soutien à la grève dans différentes sphères ouvrières.
La partie supérieure de la vignette dépeint une table de négociation en forme de U, où siègent les délégués syndicaux et les représentants de l'entreprise. Les étiquettes identifient clairement les parties impliquées :
- « CFDT » pour la Confédération française démocratique du travail (à gauche) ;
- « CGE » pour la Compagnie générale d’électricité (au milieu) ;
- « CGT » pour la Confédération Générale du Travail (à droite) ;

La partie inférieure montre une manifestation en cours à l’extérieur. On y voit un personnage central, brandissant un drapeau rouge, symbole des luttes sociales, devant un groupe de manifestants.

### 8 mai 1972: Vote des ouvrières et ouvriers du Joint français à la mairie de Saint-Brieuc
À la suite des négociations entre les organisations syndicales et les représentants de la CGE, les dernières propositions patronales sont soumises au vote des ouvrières et ouvriers le lundi 8 mai 1972. Le vote, organisé à la mairie de Saint-Brieuc, valide l’accord.
Dans cette vignette, les ouvrières et ouvriers se rendent à la mairie de Saint-Brieuc. Ils sont divisés en plusieurs groupes : certains discutent, d’autres attendent leur tour pour déposer leur bulletin de vote. Au centre de la vignette, les représentants comptabilisent les votes.
L’inscription sur le panneau détaille les termes des propositions patronales :
- Une augmentation de 45 centimes en mai et 20 centimes en octobre ;
- Une réduction du temps de travail de 30 min sur une semaine de 44 heures ;
- Une prime de poste et de transport ;
- Un versement de 325 francs à la fin de l’année.

Les résultats du vote sont également affichés : 641 voix pour et 191 contre, indiquant une majorité favorable à l’acceptation des termes ainsi qu’à la reprise du travail dans l’usine. Notons qu'on dénombre 827 votants sur 985 inscrits. Ce vote signe officiellement la fin de la grève du Joint français.
Le lendemain, dès 14h, la reprise du travail est effective. Dans le dernier panneau du bas-relief, les ouvriers et ouvrières se mettent à activer les machines dans l'usine.

## Réception de l'œuvre

### Expositions
- 17 août - 26 septembre 1981, centre d’action culturelle de Saint-Brieuc[31].
- 28 octobre 2006 - 15 avril 2007, Alain Marcon, musée de Vannes[32].
- 18 septembre 2022 - 31 avril 2023, Vivre avec la grève du Joint français, musée d’art et d’Histoire de Saint-Brieuc[33].

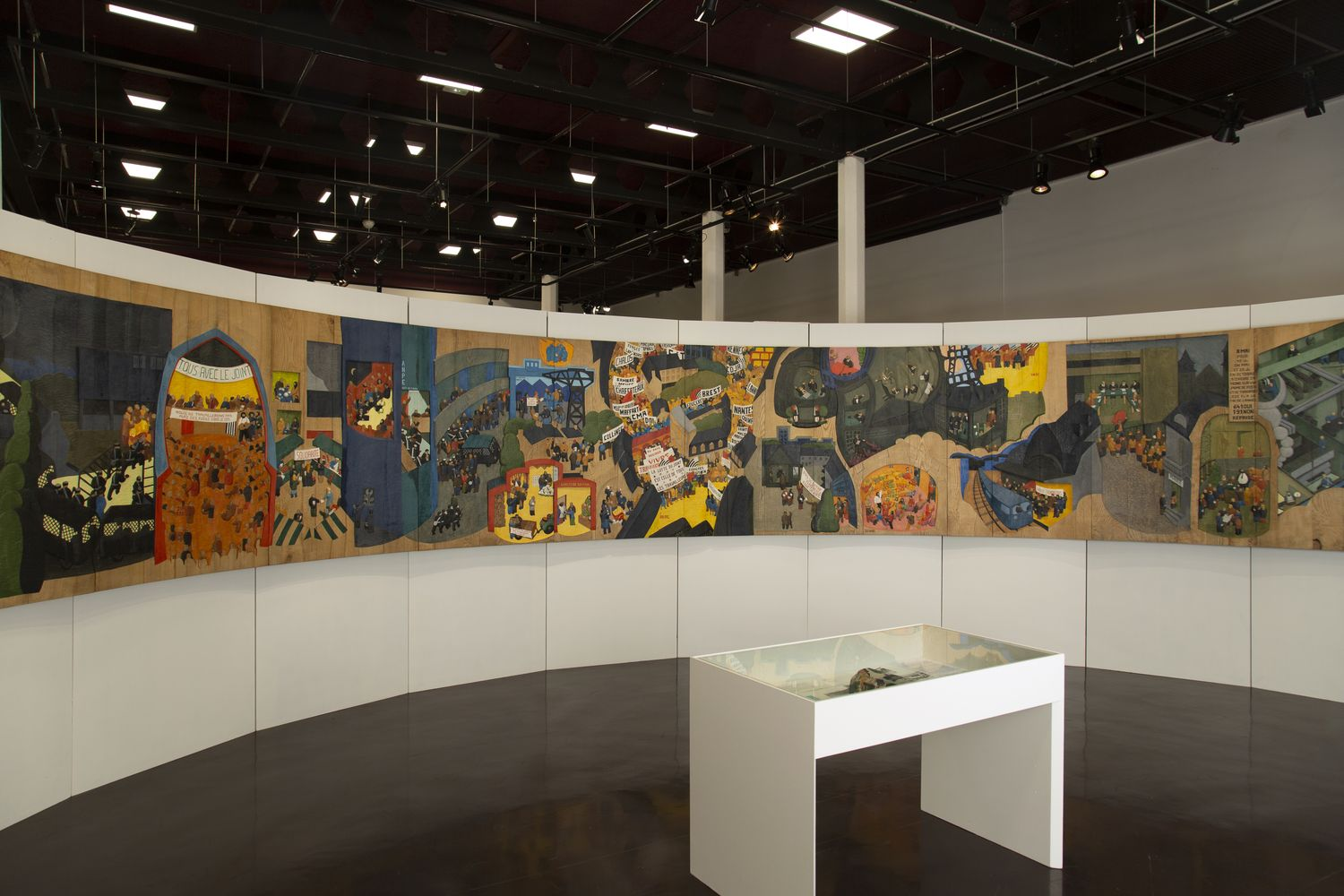
Joint français 72 d'Alain Marcon au sein de l'exposition Vivre avec la grève du Joint français, musée d'art et d'histoire de Saint-Brieuc

#### Joint français 72au sein de l'expositionVivre avec la grève du Joint françaisau musée d'art et d'histoire de Saint-Brieuc
L’exposition Vivre avec la grève du Joint français a eu lieu au musée d’Art et d’Histoire de Saint-Brieuc du 17 septembre 2022 au 30 avril 2023. Le commissariat de l’exposition était assuré par Nayeli Palomo, anthropologue et muséologue et Noël Barbe, anthropologue, chercheur au Laboratoire d’anthropologie politique (EHESS, CNRS).
Commémorant le cinquantième anniversaire de la grève du Joint français, l’exposition reposait sur une méthode participative et collaborative. Elle présentait l’histoire de la grève tout en questionnant son actualité et son héritage.
Dans ce cadre, les deux commissaires contactent Alain Marcon à propos de Joint français 72, conservé dans son atelier depuis 2008. « Exposée que rarement et seulement en deux occasions à Saint-Brieuc », le musée d'Art et d'Histoire de Saint-Brieuc évoque une « absence de volonté de donner à voir l’œuvre de cet artiste de la région, qui se doit principalement au fait que les mobilisations du Joint sont restées et continuent à être un sujet brûlant ».

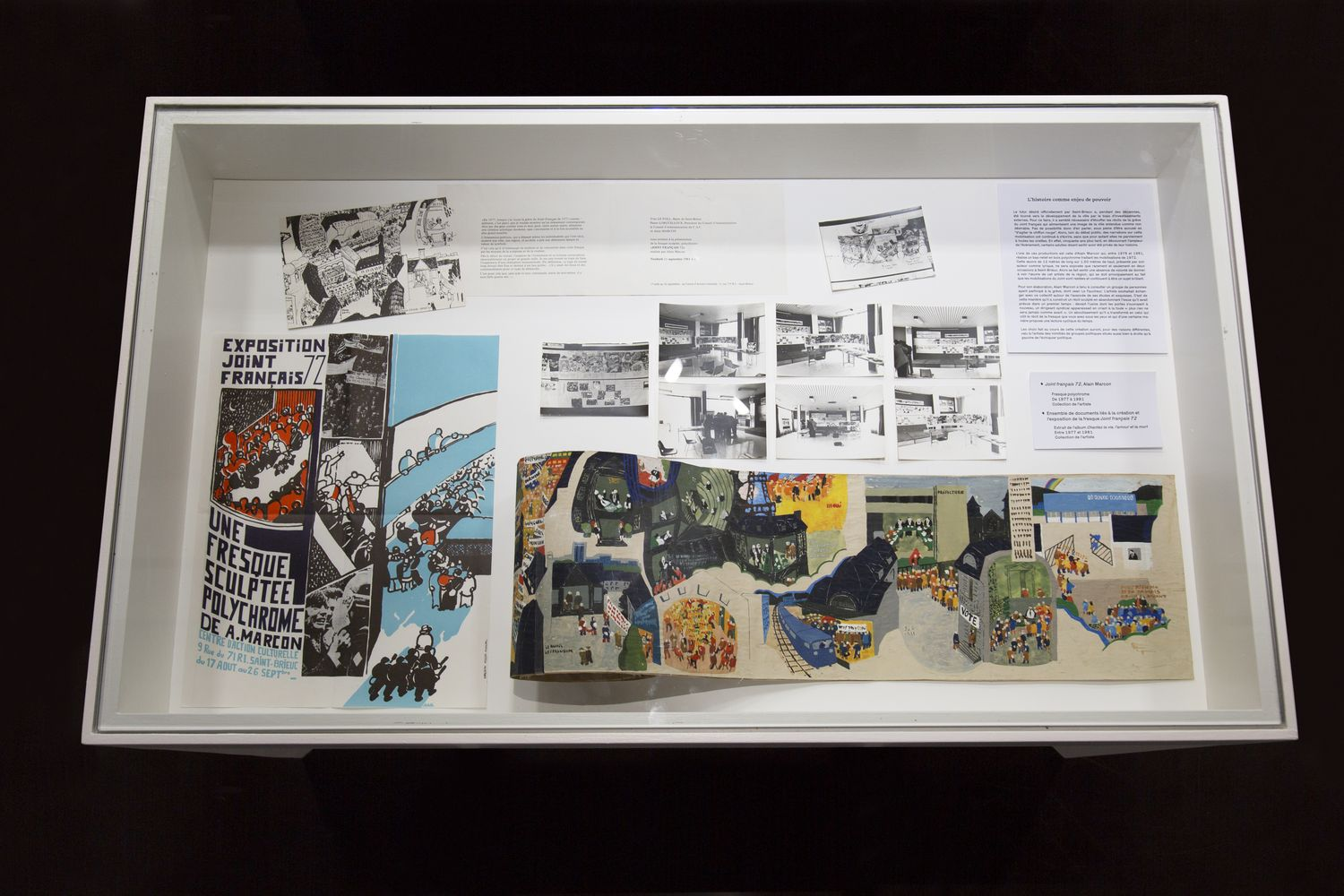
Table vitrée présentant le travail préparatoire d'Alain Marcon pour Joint français 72 au sein de l'exposition

L'œuvre d’Alain Marcon était exposée en arc de cercle au centre de la section « Écrire l’histoire ». Une table vitrée était placée face à elle, présentant une partie des archives utilisées pour sa création :
- Une affiche conçue par Alain Marcon pour la première exposition de l’œuvre, au centre d’action culturelle de Saint-Brieuc en 1981 ;
- Un carton d’invitation pour cette même exposition
- Des photographies en noir et blanc, antérieures à la création de l’œuvre, expliquant le travail de l'artiste au sein du foyer Paul Bert de Saint-Brieuc dans les années 1970 ;
- Une maquette préparatoire de la fresque[38].

## Acquisition de l'œuvre
L'œuvre est acquise par financement participatif via la plateforme Kengo par la ville de Saint-Brieuc à la suite d'une décision du conseil municipal du 11 décembre 2023, à l'issue de l’exposition. Elle est désormais conservée au musée d’Art et d’Histoire de Saint-Brieuc qui conservait également La Révolte des Bonnets rouges du même artiste.
Le prix du bas-relief était de 20 000 euros et l'objectif de la cagnotte participative s’élevait à un montant minimal de 10 000 euros (50%). La ville de Saint-Brieuc a participé à la hauteur de 5 000 euros (25%). 5 000 euros ont également été apportés par des subventions du Fonds régional d’acquisition pour les musées (FRAM) (25%).
Après deux mois de campagne de financement participatif, l’objectif collectif a été dépassé, totalisant 12 499 euros. La ville de Saint-Brieuc a annoncé que le surplus servira au conditionnement et à la préservation de la fresque.